# Grote Prijs van Québec 2017
De achtste editie van de wielerwedstrijd Grote Prijs van Quebec werd gehouden op 8 september 2017. De wedstrijd maakte deel uit van de UCI World Tour 2017. Titelverdediger was de Slowaak Peter Sagan. Hij wist ook deze editie te winnen. Greg Van Avermaet werd wederom tweede.

## Deelnemende ploegen
| 18 UCI World Tour-ploegen | 18 UCI World Tour-ploegen | 18 UCI World Tour-ploegen | 2 wildcards            |
| ------------------------- | ------------------------- | ------------------------- | ---------------------- |
| AG2R La Mondiale          | Dimension Data            | Orica-Scott               | Israel Cycling Academy |
| Astana                    | FDJ                       | Quick-Step Floors         | Canadese selectie      |
| Bahrein-Merida PCT        | Katjoesja Alpecin         | Sky                       |                        |
| BMC Racing Team           | LottoNL-Jumbo             | Sunweb                    |                        |
| BORA-hansgrohe            | Lotto Soudal              | Trek-Segafredo            |                        |
| Cannondale-Drapac         | Movistar                  | UAE Team Emirates         |                        |
|                           |                           |                           |                        |
|                           |                           |                           |                        |

## Uitslag
| Grote Prijs van Quebec 2017 |                   |                   |          |
| Plaats                      | Naam              | Ploeg             | Tijd     |
| Winnaar                     | Peter Sagan       | BORA-hansgrohe    | 5u00'31" |
| 2                           | Greg Van Avermaet | BMC Racing Team   | z.t.     |
| 3                           | Michael Matthews  | Team Sunweb       | z.t.     |
| 4                           | Alexis Vuillermoz | AG2R La Mondiale  | z.t.     |
| 5                           | Tim Wellens       | Lotto-Soudal      | z.t.     |
| 6                           | Tom-Jelte Slagter | Cannondale-Drapac | z.t.     |
| 7                           | Petr Vakoč        | Quick-Step Floors | z.t.     |
| 8                           | Sep Vanmarcke     | Cannondale-Drapac | z.t.     |
| 9                           | Tony Gallopin     | Lotto-Soudal      | z.t.     |
| 10                          | Sonny Colbrelli   | Bahrain-Merida    | z.t.     |

2010 · 2011 · 2012 · 2013 · 2014 · 2015 · 2016 · 2017 · 2018 · 2019 · 2020-2021 · 2022 · 2023 · 2024
 Tour Down Under ·
 Great Ocean Road Race ·
 Abu Dhabi Tour ·
 Omloop Het Nieuwsblad ·
 Strade Bianche ·
 Parijs-Nice · 
 Tirreno-Adriatico · 
 Milaan-San Remo ·
 Ronde van Catalonië ·
 Dwars door Vlaanderen ·
 E3 Harelbeke ·
 Gent-Wevelgem ·
 Ronde van Vlaanderen ·
 Ronde van Baskenland ·
 Parijs-Roubaix ·
 Amstel Gold Race ·
 Waalse Pijl ·
 Luik-Bastenaken-Luik ·
 Ronde van Romandië ·
 Rund um den Finanzplatz Eschborn-Frankfurt ·
 Ronde van Italië ·
 Ronde van Californië ·
 Critérium du Dauphiné ·
 Ronde van Zwitserland ·
 Ronde van Frankrijk ·
 Clásica San Sebastián ·
 Ronde van Polen ·
 RideLondon Classic ·
  BinckBank Tour ·
 Ronde van Spanje ·
 EuroEyes Cyclassics ·
 Bretagne Classic ·
 GP van Quebec ·
 GP van Montreal ·
 Ronde van Lombardije ·
 Ronde van Turkije ·
 Ronde van Guangxi